# Mount Cartwright
Mount Cartwright är ett berg i Antarktis. Det ligger i Östantarktis. Nya Zeeland gör anspråk på området. Toppen på Mount Cartwright är 3 300 meter över havet, eller 519 meter över den omgivande terrängen. Bredden vid basen är 3,6 km. Cartwright ingår i Hughes Range.
Terrängen runt Mount Cartwright är bergig norrut, men söderut är den kuperad. Trakten är obefolkad. Det finns inga samhällen i närheten.